# Kangwŏn
Kangwŏn (kor. 강원도, Kangwŏn-do) – prowincja Korei Północnej. Przed podziałem Korei w 1945 roku, wraz ze swoim południowokoreańskim sąsiadem, prowincją o takiej samej nazwie Gangwonem tworzyły jedną prowincję.

## Geografia
Od strony północnej prowincja graniczy z Hamgyŏng Południowym, od zachodu z P’yŏngan Południowym oraz Hwanghae Północnym, od południa z Kaesŏngiem. Leży także wzdłuż Koreańskiej Strefy Zdemilitaryzowanej oddzielającej oba państwa koreańskie. Od wschodu granicą jest Morze Japońskie (Morze Wschodniokoreańskie).
W prowincji dominują góry T’aebaek, których najwyższym szczytem jest Kŭmgangsan („Góry Diamentowe”).
Północnokoreański oraz południowokoreański Kangwŏn są częścią regionu Kwandong. Region na zachód od gór T’aebaek nazywa się Yŏngsŏ, a na wschód Yŏngdong.

## Podział administracyjny
Prowincja Kangwŏn podzielona jest na 2 miasta (kor. Si) oraz 15 powiatów (kor. Kun).

### Miasta
- Munch’ŏn-si (문천시; 文川市)
- Wŏnsan-si (원산시; 元山市)

### Powiaty
- Anbyŏn-gun (안변군; 安邊郡)
- Ch’angdo-gun (창도군; 昌道郡)
- Ch’ŏrwŏn-gun (철원군; 鐵原郡)
- Ch’ŏnnae-gun (천내군; 川內郡)
- Hoeyang-gun (회양군; 淮陽郡)
- Ich’ŏn-gun (이천군; 伊川郡)
- Kimhwa-gun (김화군; 金化郡)
- Kosan-gun (고산군; 高山郡)
- Kosŏng-gun (고성군; 高城郡)
- Kŭmgang-gun (금강군; 金剛郡)
- P’an’gyo-gun (판교군; 板橋郡)
- Pŏptong-gun (법동군; 法洞郡)
- P’yŏnggang-gun (평강군; 平康郡)
- Sep’o-gun (세포군; 洗浦郡)
- T’ongch’ŏn-gun (통천군; 通川郡)

## Klasztory buddyjskie
- Byohun sa
- Singye sa
- Yujeom sa